# Daihatsu Move Latte
Daihatsu Move Latte (яп. ダイハツ・ムーヴラテ, хепбёрн Daihatsu Mūvu Rate) — ретростилизованный кей-кар, выпускавшийся с 2004 по 2009 год японской компанией Daihatsu. 

## Описание
Daihatsu Move Latte, запущенный в производство 23 августа 2004 года, представлял собой косметическую вариацию серии L150 Move, предназначенную для женщин в возрасте от 20 до 30 лет, которые часто посещают кафе, и «собрата» L650 Mira Gino, основанного на L250 Mira. Название «Latte» в переводе с итальянского означает «молоко» и также относится к кофе латте.
2 июня 2005 года в производство была запущена версия Cool. 4 июня 2007 года Move Latte прошёл фейслифтинг.
В марте 2009 года автомобиль был снят с производства. Преемниками стали Move Conte и Mira Cocoa.

## Галерея

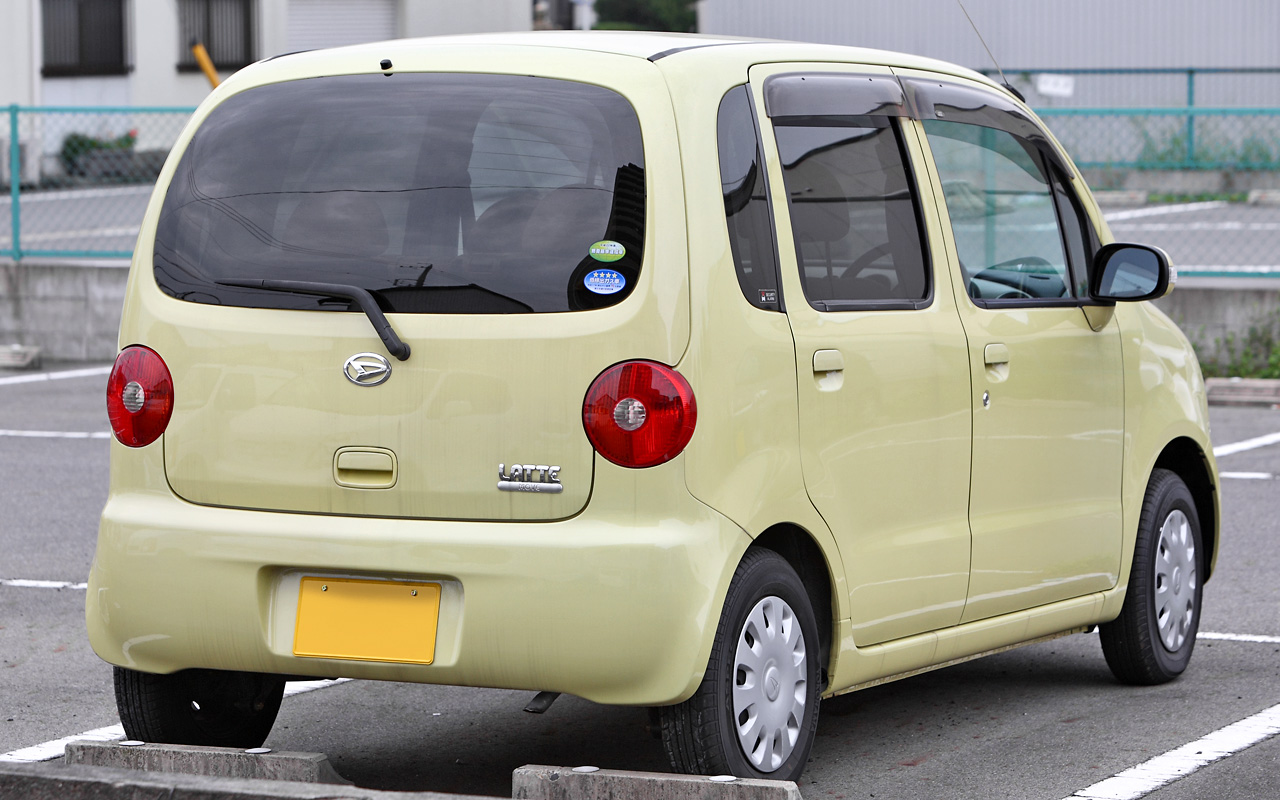
Move Latte L (L550S)
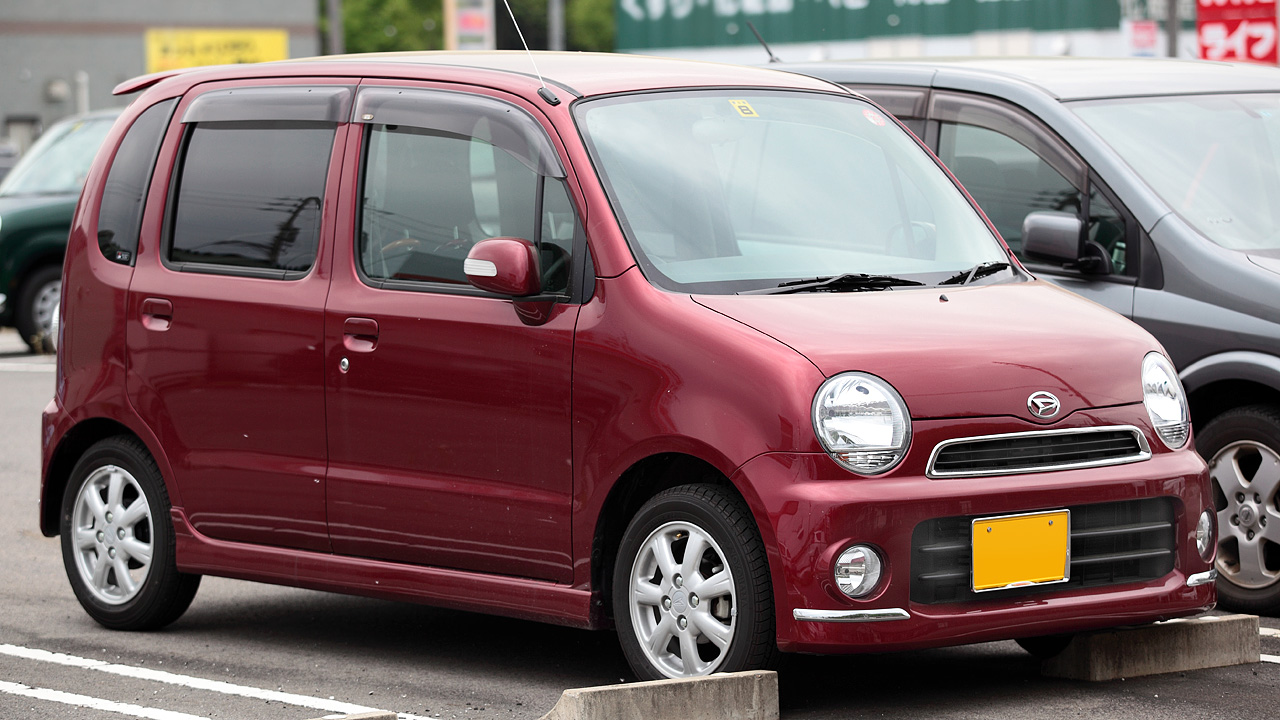
Move Latte Cool (L550S)
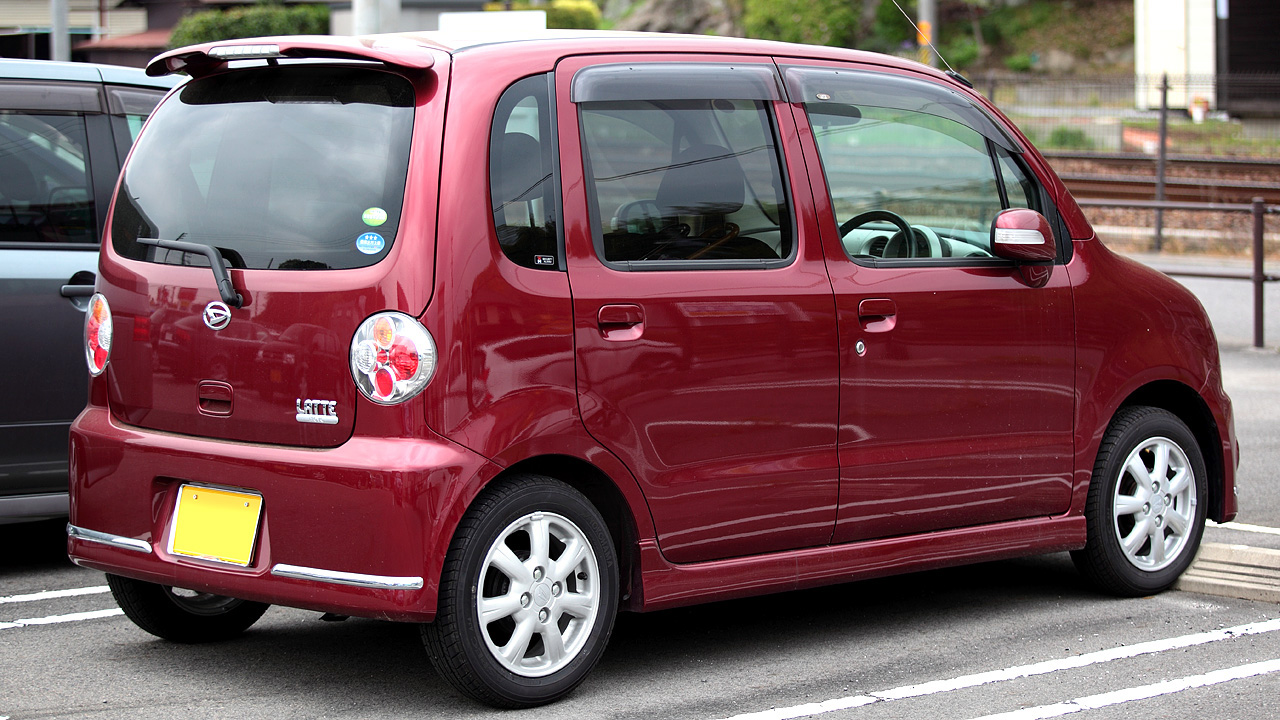
Move Latte Cool (L550S)